# Franco Monaco (giornalista)
Franco Monaco, all'anagrafe Francesco (Spezzano della Sila, 21 novembre 1915 – Roma, 31 agosto 2021), è stato un giornalista e scrittore italiano.
Risiede a Roma.

## Biografia
Laureato in Legge all'Università La Sapienza di Roma. Sull'altopiano della Sila ha partecipato alle gare ippiche organizzate, alla fine degli anni Trenta, dal Direttore del Deposito Stalloni, di Santa Maria Capua Vetere, un ente impegnato nel miglioramento della razza equina italiana.
Dal 2002 al 2008 ha partecipato, alla guida della sua Maserati, alle gare di regolarità su vari circuiti, organizzate dal Club Maserati del quale era presidente il costruttore De Tomaso. ("navigatore" la consorte Mita).
Dal 1938 al 1941 è stato redattore del settimanale degli Universitari romani Roma Fascista, con l'incarico di critico cinematografico. Il suo primo articolo è stato dedicato al "Dottor Jeckill".
Nel 1941 redattore de Il Giornale d'Italia, diretto da Virginio Gayda (portavoce ufficioso del Capo del Governo per la politica estera).
Dopo il servizio militare (ufficiale in un Battaglione costiero e poi nel reggimento di cavalleria "IX Lancieri Firenze") ha ripreso il lavoro di giornalista.
Dal 1945 al 1947 è stato redattore de La Tribuna del Popolo con incarichi vari: critico cinematografico; titolare della rubrica quotidiana Una al giorno, poi cambiata in Allegretto; inviato per servizi speciali.
Nel 1948 Gerente Responsabile de L'Ora d'Italia (quotidiano fondato da Emilio Patrissi, parlamentare staccatosi dall' Uomo Qualunque di Guglielmo Giannini).
Dal 1950 al 1980 ha lavorato all'Enit (Ente Nazionale Italiano Turismo) con incarichi di vertice: Redattore Capo del Notiziario Turistico Italia; quindi Direttore Responsabile della rivista L'Italia e Capo Ufficio della Presidenza.
In questo periodo ha documentato le attrattive turistiche italiane viaggiando in auto e in treno, sempre munito di due macchine fotografiche, una Leica e una Rolleiflex.
Nel periodo 1950-1980 ha, inoltre, pubblicato alcuni libri di carattere turistico.
Nel 1957 è stato collaboratore della Rai.
Nel 1963 ha creato l'Agenzia giornalistica Italia Notizie e nel 1987 l'Agenzia giornalistica Documenti Italia, ambedue tuttora attive con periodicità settimanale.
Dal 1967 al 1973 è stato collaboratore turistico del Giornale d'Italia.
Concluso nel 1980 il lavoro all'Enit, Franco Monaco si è dedicato interamente al quotidiano Linea (organo del Movimento Sociale Fiamma Tricolore fondato da Pino Rauti), pubblicandovi centinaia di articoli e le rubriche "Italiani discutibili" (medaglioni di centinaia di italiani d'oggi) e "Italia così", seguiti poi dalla rubrica bisettimanale "Parliamoci chiaro".

## Opere
- Italia viva. Dizionario turistico delle manifestazioni. Ed. Vallecchi. 1956. Pagg. 698.
- Guida autoturistica della Calabria (con centinaia di illustrazioni a disegno di Virgilio Retrosi e Margherita Monaco). Ed. Sapu. 1957. Pagg. 172.
- Manifestazioni italiane (Guida turistica). Ed. Guiditalia. 1958. Pagg. 152.
- Guida alla XVII Olimpiade. Ed. Banca del Lavoro. 1960. Pagg. 50.
- Roma curiosa (Guida turistica, con centinaia di illustrazioni curiose). Ed. Echi d'Italia. 1965. Pagg. 140.
- Guida alle feste folcloristiche italiane. Ed. LEA (Automobile Club d'Italia). 1966. Pagg. 154.
- Un addio alla nausea Ed. I-N, 1974. Pagg. 194.
- Caro Ugo Ed. Nardini, 1978. Pagg. 152.
- Le buonanime dello Stivale Ed. Nardini, 1980. Pagg. 202.
- Il circo degli inconcludenti Ed. Italiane di Letteratura e Scienze. 1983. Pagg. 202.
- Dizionario della mala repubblica Edizioni Italiane di Letteratura e Scienze. 1984. Pagg. 196.
- Ma perché scrivono? Edizioni Italiane di Letteratura e Scienze. 1987. Pagg. 105.
- Quando l'Italia era ITALIA Editrice Sallustiana. 1994. Pagg. 190.

In merito ai libri sopra citati il giornalista Marcello Palumbo ha scritto: "una prosa tersa, intelligibile, accattivante... Superinformato, superdocumentato, Franco Monaco è autore di gustosi volumi, a sfogliare i quali si ripercorre una specie di antistoria dell'ultimo quarantennio. Alcuni suoi saggi appartengono alla migliore tradizione della critica politica, come “Controcorrente” di Gaetano Salvemini o le “Prediche inutili” di Luigi Einaudi. Ma questa collocazione ha un valore esclusivamente bibliografico, poiché chi lo conosce sa che Franco Monaco respinge in partenza parentele e adozioni letterarie, specie se altolocate. E tuttavia non su può guardare all'opera di questo eversore di miti e di immagini venerate nei tempietti della celebrità del nostro tempo senza avvertire qualche assonanza con i toscanacci, i Prezzolini, i Maccari, i Longanesi, i Papini, i Giuliotti, i Malaparte, che pure militarono, ed ebbero gradi, nell'esercito dei dissacratori… Il nostro autore evita sistematicamente il Palazzo, di cui, peraltro, conosce i più insidiosi meandri. Il suo sistema di monitoraggio abbraccia i punti cruciali della vita pubblica, dal Quirinale alle USL e i suoi bazooka sono sempre in grado di colpire i grandi e piccoli teatri dove operano le mafie pubbliche e private, e dove si annidano i privilegi del ceto manageriale, politico e finanziario”.

## Premi e riconoscimenti
- Premio giornalistico BARGA (1951)
- Premio giornalistico VALSESIA (1952)
- Premio giornalistico CUNEO (1952)
- Attestato di Benemerenza (per la fotografia) dell'EPT di Rieti (1953)
- Diploma di Merito (per la fotografia) dell'AAST di Vallombrosa (1954)
- Premio della Cultura della Presidenza del Consiglio (1959)
- Attestato di Benemerenza dell'Associazione Maggio Eugubino (1960)
- Premio giornalistico PALLAVICINI (1968)
- Premio giornalistico ORVIETO (1968)
- Premio giornalistico dell'Accademia Piacentina (1968)
- Premio BENEMERITI DEL TURISMO (EPT di Roma) (1969)
- Premio giornalistico AIP Pellicceria (1969)
- Premio giornalistico RUSTICHELLO DA PISA (1970)